# Drungo
Drungo (em grego: δρούγγος; romaniz.: droúngos; do germânico thrunga) foi um termo grego que teve ao longo do tempo três significados. Antes do século XII, um drungo foi uma subdivisão do exército de um tema, comandada por por drungário, que foi maior que um bando e menor que uma turma. A partir do fim do século XII, o termo designou certas áreas montanhosas da Ática, Lacônia e Epiro e foi sinônimo de zigo (zygos; "serra" ou "passo") e durante os séculos XIII-XIV foi aplicado unidades militares ou paramilitares atribuídas a estas áreas montanhosas.